# Amaurys Pérez
Amaurys Pérez, född 18 mars 1976 i Camagüey, är en kubansk-italiensk vattenpolospelare (försvarare). Han ingick i Italiens herrlandslag i vattenpolo vid olympiska sommarspelen 2012.
Pérez tog OS-silver i herrarnas vattenpoloturnering i London med det italienska landslaget. Han spelade åtta matcher och gjorde tre mål i turneringen. I finalen besegrades Italien av Kroatien med 8–6.
Pérez tog VM-guld för Italien i samband med världsmästerskapen i simsport 2011 i Shanghai.
År 2013 deltog Pérez i Ballando con le stelle, den italienska versionen av Strictly Come Dancing, i par med Veera Kinnunen.
Pérez började spela vattenpolo på Kuba, inledde sedan sin professionella karriär i Spanien och flyttade 2004 till Italien. Han behöll det kubanska medborgarskapet jämte det italienska när han fick sitt italienska pass.